# Сім'я Бронте

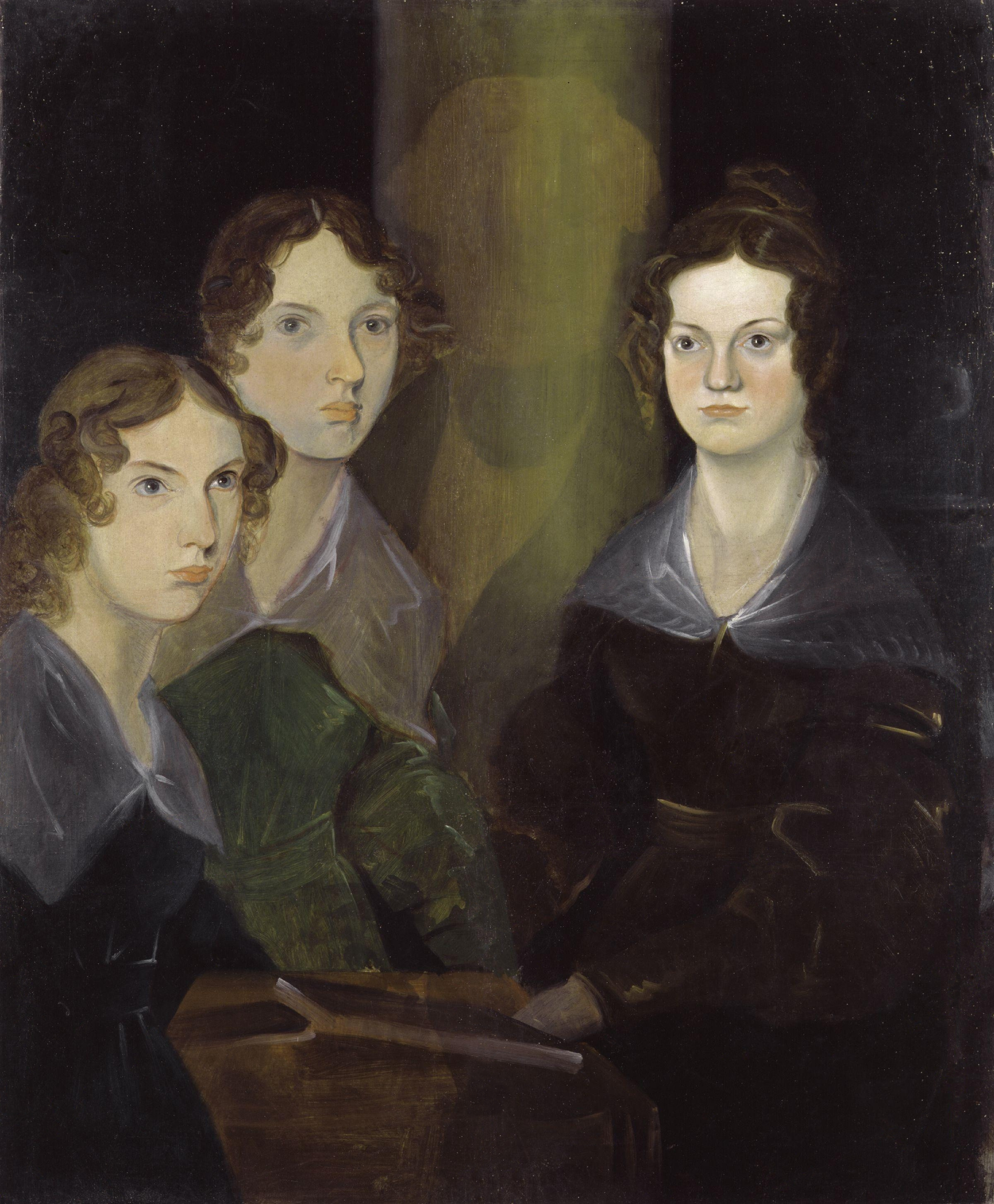
Анна, Емілі, та Шарлотта Бронте, малюнок їх брата Бранвела (1834). Він зобразив себе серед своїх сестер, а потім видалив зображення, щоб не захаращувати картину

Сім'я Бронте (англ. Brontë family ([ˈbrɒntiz], частіше [ˈbrɒnteɪz])) — англійська літературна сім'я XIX століття, яку пов'язують із селищем Геворт, Йоркшир. Сестри Шарлотта Бронте (21 квітня 1816 — 31 березня 1855), Емілі Бронте (30 липня 1818 — 19 грудня 1848) та Анна Бронте (17 січня 1820 — 28 травня 1849) добре відомі як поетеси і романістки. Як і багато тодішніх письменниць спочатку вони публікували свої вірші та романи під псевдонімами: Каррер, Елліс та Ектон Белл відповідно. Їхні оповіді відразу привернули увагу читачів завдяки пристрасті та оригінальності. Роман Шарлотти «Джейн Ейр» був першим літературним успіхом сім'ї, втім твори Емілі «Буремний перевал», Анни «Незнайомка з Вілдфел-Холу» та інші пізніше стали шедеврами літератури.